# 네우역
네우역(일본어: 根雨駅)은 일본 돗토리현 히노군 히노 정에 위치한 서일본 여객철도 하쿠비 선의 철도역이다. 단선 · 섬식의 형태를 합친 2면 3선 구조의 복합 승강장을 갖춘 지상역이다.

## 타는 곳
| 1 | ■ 하쿠비 선 | 상행 | 니미 · 오카야마 방면 |                      |
| 2 | ■ 하쿠비 선 | 하행 | 요나고 · 마쓰에 방면 |                      |
| 3 | ■ 하쿠비 선 | 하행 | 요나고 · 마쓰에 방면 | 대피 · 시발 열차때만 |
| 3 | ■ 하쿠비 선 | 상행 | 니미 · 오카야마 방면 | 대피 열차만          |

## 역 주변
- 히노 정청
- 돗토리 은행
- 산인 합동은행
- 시마네 은행
- 히노 병원
- 히노 보건소
- 국도 제180호선
- 국도 제181호선
- 국도 제183호선

## 역사
- 1922년
  - 7월 30일 : 하쿠비 키타선이 에비역으로부터 연신했던 때의 종착역으로서 개업.
  - 11월 10일 : 하쿠비 키타선이 이 역부터 구로사카 역까지 연신, 도중역으로 한다.
- 1928년 10월 25일 : 하쿠비 키타선이 하쿠비 선의 일부로 되어, 이 역도 그 소속으로 한다.
- 1987년 4월 1일 : 일본국유철도 분할 민영화에 의해, 서일본 여객철도가 승계.

## 인접 역
| 서일본 여객철도 하쿠비 선 | 서일본 여객철도 하쿠비 선 | 서일본 여객철도 하쿠비 선 |
| ------------------------- | ------------------------- | ------------------------- |
| 구로사카 오카야마 방면    | ■ 하쿠비 선               | 무코 호키다이센 방면      |